# Shahrestān di Dorud
Lo shahrestān di Dorud (farsi شهرستان درود) è uno dei 10 shahrestān del Lorestan, il capoluogo è Dorud. Lo shahrestān è suddiviso in 2 circoscrizioni (bakhsh):
- Centrale (بخش مرکزی)
- Silakhur (بخش سیلاخور)